# ФК Аполон (Лимасол)
Аполон Лимасол (на гръцки: Απόλλων Λεμεσού) е кипърски футболен клуб от град Лимасол. Печелил е 3 пъти титлата, 9 пъти купата и 3 пъти суперкупата на страната.

## Успехи
- Кипърска Първа Дивизия:
  -  Шампион (4): 1990/91, 1993/94, 2005/06, 2021/22
  -  Вицешампион (6): 1983/84, 1988/89, 1992/93, 1996/97, 2017/18, 2020/21
  -  Бронзов медал (9): 1985/86, 1991/92, 1997/98, 2003/04, 2013/14, 2014/15, 2015/16, 2016/17, 2018/19
- Купа на Кипър:
  -  Носител (9): 1965/66, 1966/67, 1985/86, 1991/92, 2000/01, 2009/10, 2012/13, 2015/16, 2016/17
  -  Финалист (8): 1964/65, 1981/82, 1986/87, 1992/93, 1994/95, 1997/98, 2010/11, 2017/18
- Суперкупа на Кипър:
  -  Носител (3): 2006, 2016, 2017
  -  Финалист (11): 1966, 1967, 1982, 1986, 1991, 1992, 1994, 1998, 2001, 2010, 2013

## Български футболисти
- Тодор Барзов: 1986/88
- Христо Йовов: 2008/09 - (7 мача - 2 гола)
- Симеон Славчев: 2015/16 - (24 мача - 1 гол)